# Nhà máy Rosmalen

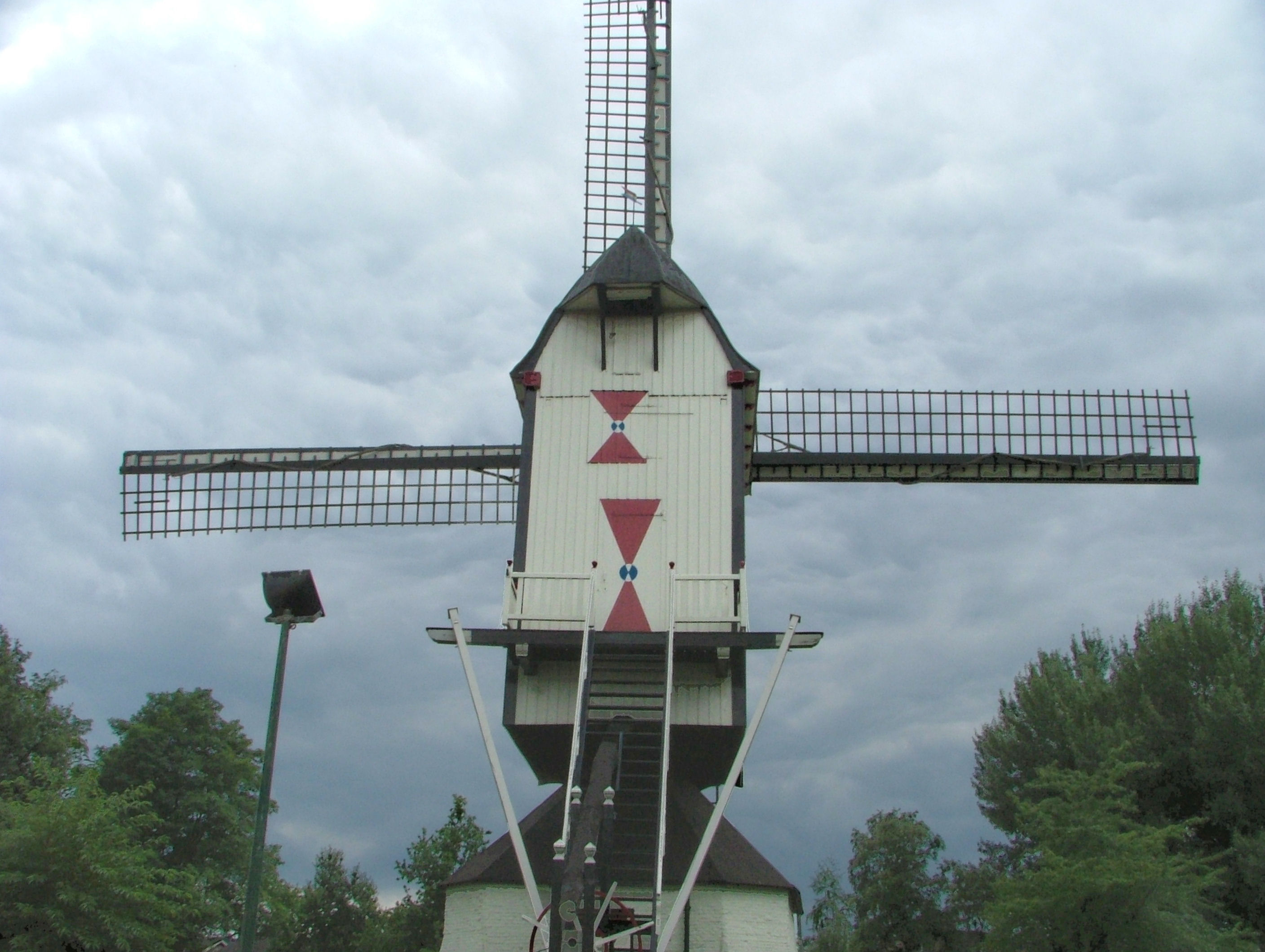
Nhà máy Rosmalen

Nhà máy Rosmalen là một nhà máy sản xuất nước sạch ở Rosmalen Molenstraat, trong huyện Molenhoek. Nhà máy được xây dựng năm 1732, trên một đồi tự nhiên. Chủ sở hữu của nhà máy là 's-Hertogenbosch.